# Micropolypodium pulogense
Micropolypodium pulogense är en stensöteväxtart som först beskrevs av Edwin Bingham Copeland, och fick sitt nu gällande namn av Alan Reid Smith. Micropolypodium pulogense ingår i släktet Micropolypodium och familjen Polypodiaceae. Inga underarter finns listade.